# Angelo Alessandri
Angelo Alessandri (Reggio Emilia, 29 settembre 1969) è un politico italiano, presidente federale della Lega Nord dal 2005 fino al 2012 e di Io Cambio dal dicembre 2013 e dal 2017 tra i fondatori di Grande Nord.

## Biografia
Iscritto e militante della Lega Nord iscritto dal 1989, diventa segretario provinciale di Reggio Emilia dal 1997 e nel 2001 viene eletto segretario nazionale della Lega Nord Emilia, succedendo a Maurizio Parma e mantenendo l'incarico per 11 anni, mentre nel 2005 viene eletto presidente federale della Lega Nord, mantenendo l'incarico fino al 5 aprile 2012, 7 anni, quando cede la presidenza ad Umberto Bossi, a sua volta dimessosi da segretario federale.

### Elezione a deputato
Eletto deputato per la prima volta nel 2006, è stato componente della XIII Commissione permanente (agricoltura) e della Commissione parlamentare di vigilanza sull'anagrafe tributaria. Riconfermato nel 2008, è presidente della 8ª Commissione Ambiente, territorio e lavori pubblici della Camera.
Alle elezioni amministrative del 2009 è stato candidato a sindaco di Reggio Emilia, sostenuto dalla Lega Nord e la lista civica "Cambiare", ma che alla tornata elettorale raccoglie il 18,24% dei voti e viene sconfitto al primo turno dal sindaco uscente Graziano Delrio del centro-sinistra (52,45%).
Nel 2011 Alessandri è stato relatore del testo contenente norme per lo sviluppo degli spazi verdi urbani (C. 3465 - C. 4290-A). Durante il voto la maggioranza è battuta 5 volte su 4 emendamenti del Pd e dei Radicali e sulla proposta del relatore di rimandare il testo in Commissione; il testo viene votato all'unanimità, contraria solo la Lega. 
È stato inoltre capodelegazione in diversi Cop internazionali sui cambiamenti climatici.
Il 27 maggio 2012 gli subentra quale nuovo Segretario nazionale della Lega Nord Emilia Fabio Rainieri, deputato e segretario della Commissione Agricoltura della Camera, che è stato Presidente nazionale della Lega Nord Emilia dal 2006 al 2012 proprio durante la sua segreteria.
Il 12 novembre 2012 annuncia le sue dimissioni dal partito e dal relativo gruppo parlamentare della Lega Nord alla Camera, in contrasto con il "nuovo corso" intrapreso dalla Lega guidata dal segretario federale Roberto Maroni, e di non ricandidarsi in Parlamento alle elezioni politiche.

### Fuori dal Parlamento
Il 18 dicembre 2013 presenta il nuovo partito Io Cambio, del quale diventa presidente nazionale, che si presenta alle elezioni europee del 2014 in federazione con il Movimento Associativo Italiani all'Estero (Alessandri è terzo nella circoscrizione Italia nord-occidentale che raccoglie i 19 collegi elettorali della Liguria, della Lombardia, del Piemonte e della Valle d'Aosta per Io Cambio-MAIE)
A maggio 2017 è tra i fondatori del partito Grande Nord, con cui alle elezioni amministrative del 2021 è stato candidato al consiglio comunale di Milano, nella sua lista a sostegno del senatore ex direttore de la Padania (organo ufficiale della Lega Nord) Gianluigi Paragone.